# Deutsche Evangelisch-Lutherische Gemeinde in Kiew

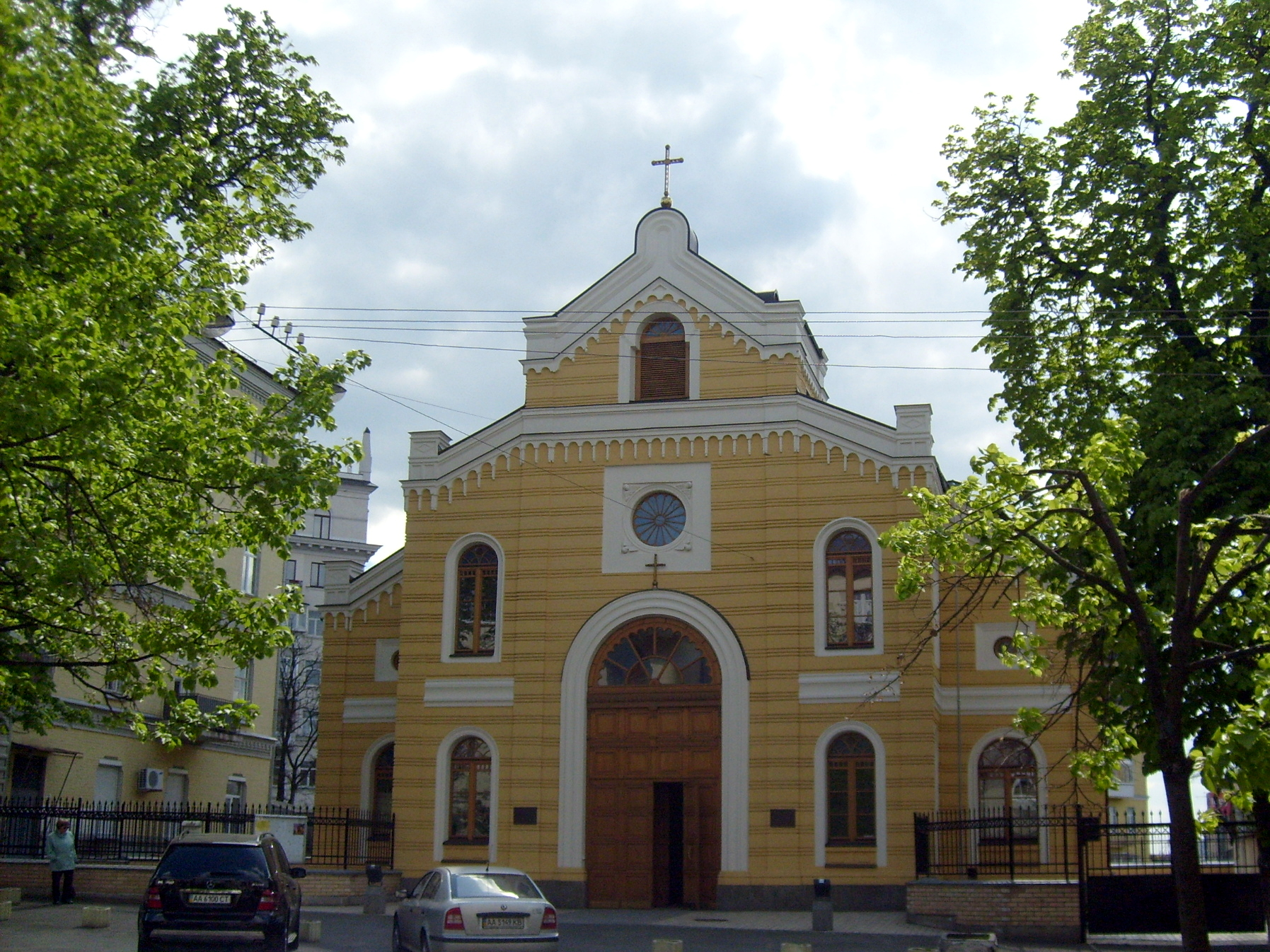
Die St. Katharinen-Kirche

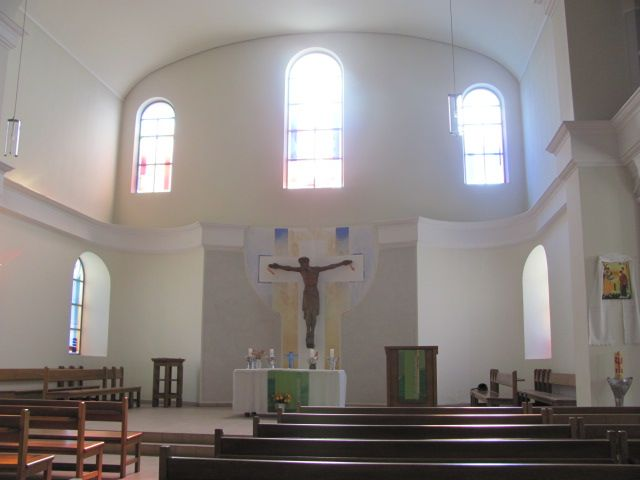
Gottesdienstraum

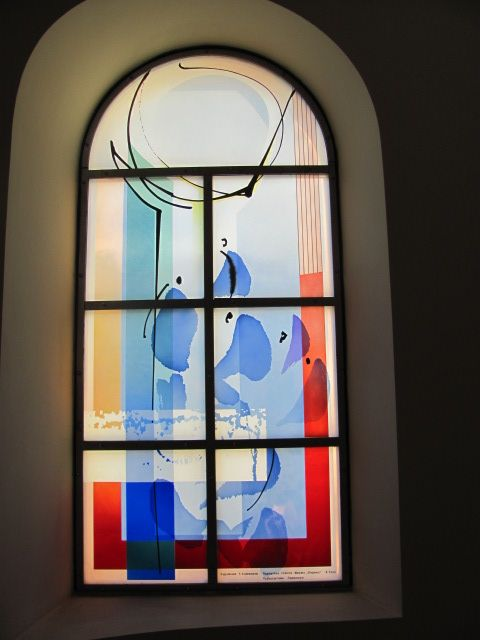
Buntglasfenster des Kirchenraumes

Die Deutsche Evangelisch-Lutherische Gemeinde in Kiew ist eine deutschsprachige evangelische Kirchengemeinde in der Hauptstadt der Ukraine. Sie gehörte von 1992 bis 2016 zur Deutschen Evangelisch-Lutherischen Kirche der Ukraine (DELKU).

## Erste Gemeinde

### Anfänge im 18. Jahrhundert
Als Gründungsjahr gilt 1767, als eine Gruppe deutscher Lutheraner in Kiew damit begann, Gottesdienste zu feiern. Mit dem 1. August 1767 wurde auch ein Kirchenbuch angelegt. Gottesdienste fanden zunächst in der Privatwohnung des deutschen Apothekers Georg Friedrich Bunge statt. Er führte die Gemeinde und förderte sie, indem er den Hauslehrer seiner Kinder, Christoph Leberecht Grahl (1744 – 30. März 1799), als Pfarrer der Gemeinde wirken ließ (er wurde später auch sein Schwiegersohn). Bis 1799 wurden auch Katholiken von Grahl getauft und beerdigt, da bei der Abtretung Kiews von Polen an Russland 1686 alle römisch-katholischen Geistlichen geflohen waren. 1799 gab es dann wieder einen römisch-katholischen Vikar in Kiew.
Die Deutsche Evangelisch-Lutherische Gemeinde war in ihren Anfangsjahren exzellent vernetzt: Getauft wurde hier Fürst Ludwig Adolf Peter zu Sayn-Wittgenstein, späterer Feldmarschall und Verteidiger von Riga und St. Petersburg gegen Napoleon Bonaparte. Weitere berühmte Namen finden sich in den Kirchenbüchern, teils Gemeindemitglieder, teils Taufpaten: Feldmarschall Graf Levin August von Bennigsen, General Karl Wilhelm von Toll, General Carl Gustav von Sievers, Otto Heinrich von Lieven, die Fürsten von Dolgoruki, Daschkow, Wjasemski, Trubezkoi und Wolkonski. Insgesamt 14 Mitglieder der baltischen Adelsfamilie Osten-Sacken werden über fünfzig Jahre als Gemeindemitglieder geführt.
Dem ist es wohl auch zu verdanken, dass ab 1787 der evangelische Pfarrer in Kiew – es war immer noch Christoph Leberecht Grahl – von Zarin Katharina II. ein Jahresgehalt von 300 Rubel zugesprochen bekam. Daraus leitete der russische Staat später das Recht ab, die Pfarrstelle bei Vakanz neu besetzen zu dürfen.

### 19. Jahrhundert
Am Ende des 18. Jahrhunderts und Anfang des 19. Jahrhunderts wurden für die sich vergrößernde Gemeinde nacheinander zwei Holzkirchen errichtet, 1857 dann die heute noch genutzte Kirche St. Katharinen. Mitte des 19. Jahrhunderts wuchs die Gemeinde, deren Mitgliederzahl jahrzehntelang bei etwa 300 Personen stagniert hatte, rasch auf mehr als das Doppelte an. Dies beruhte auf dem von Zar Nikolaus I. betriebenen Ausbau Kiews, der allgemein dessen Einwohnerzahl stark anwachsen ließ, aber auch auf der Gründung der Universität Kiew 1834, an der deutsches Lehrpersonal zahlreich beschäftigt war. Damit wurde die Holzkirche der Gemeinde zu klein und der Bau einer steinernen Kirche möglich. 1857 konnte dann die Kirche St. Katharinen eingeweiht werden. Seit 1852 betrieb die Gemeinde auch eine eigene Schule mit deutscher Unterrichtssprache, die Martinsschule, die 1864 auch ein eigenes Gebäude erhielt. Dieses befand sich, ebenso wie das 1882 eingeweihte Armenhaus der Gemeinde, in unmittelbarer Nähe der Kirche. Die Geistlichen waren in der Regel an der Universität Dorpat ausgebildet.
Auf Anordnung des Kultusministers wurden 1811 318 Gemeindemitglieder aus 138 Familien gezählt. 1874 lebten in Kiew 2330 evangelische Deutsche, 1904 waren es 4700. Die Evangelisch-Lutherische Kirche war in Russland eine Staatskirche. Die aufstrebende Entwicklung der Gemeinde endete mit dem Ersten Weltkrieg, mit dem Personen deutscher Abstammung – auch wenn sie russische Untertanen waren – tiefes Misstrauen von Seiten der russischen Gesellschaft und des Staates entgegengebracht wurde, und der Februarrevolution 1917, die zur Trennung von Kirche und Staat, aber erstmals auch zur Religionsfreiheit führte. Die Ansätze der Deutschen Evangelisch-Lutherischen Gemeinde in Kiew, sich in dem sich nun abzeichnenden Rahmen einer unabhängigen Ukraine neu zu organisieren, wurden durch die Oktoberrevolution und den Anschluss der Ukraine an die Sowjetunion 1919 zunichtegemacht.

#### Untergang
Durch die religionsfeindliche Politik der Sowjetunion wurde das kirchliche Grundvermögen bereits 1919 beschlagnahmt und verstaatlicht, der Gemeinde das Kirchengebäude aber zunächst noch zur gottesdienstlichen Nutzung belassen. Durch repressive Bestimmungen und willkürliche Verhaftungen im Stalinismus wurde die Gemeinde dann schrittweise vernichtet. So wurde etwa Richard Göhring, Sohn des letzten Pfarrers der Gemeinde, und Theologiestudent unter dem Vorwurf „sowjetfeindlicher Tätigkeit“ verschleppt, als er versuchte, in der großen Hungersnot der Jahre 1932/33 Hilfsgüter aus Deutschland zu verteilen. Bis 1937 waren alle evangelischen Pfarrer und Seminaristen in der Sowjetunion verschleppt, ermordet oder – sofern sie eine ausländische Staatsangehörigkeit besaßen – ausgewiesen worden. Auch die Kiewer Gemeinde musste ihre Aktivitäten einstellen. Durch die staatliche Bürokratie wurde dann im April 1938 eine „freiwillige“ Auflösung der Gemeinde inszeniert und das Kirchengebäude endgültig eingezogen. Als Grundlage diente ein Antrag der nicht mehr existierenden Gemeinde (!).

### Pastoren
- 1767–1799 Pastor Adjunkt Christoph Leberecht Grahl (* 1744, † 30. März 1799)
- 30. November 1799 – 1810 Pastor Adjunkt Wilhelm Ferdinand Bauerschmidt
- 1812 – 24. April 1842 Pastor Adjunkt Justus Friedrich Eismamm († 10. Juli 1846)
- 13. Februar 1843 – 1859 Pastor Adjunkt Johann Gottfried Abel († 5. Februar 1859)
- 1859–1873 Pastor Adjunkt Alexander Fromhold Svenson
- 17. Juni 1874 – 1908 Pastor Friedrich Wilhelm Ludwig Wasem (6. September 1838 in Dorpat; † 15. April 1911 in Kiew)

1886–1888 mit Pastor adj. Viktor Friedrich August Dobbert (10. Mai 1862 in Prischib, Gouvernement Taurien; † 25. Juni 1927 in Stettin)
1888–1891 mit Pastor adj. Gideon Rinne (* 28. März 1861 in Reval; † 1. April 1897)
1891–1892 mit Pastor adj. Alexander Anton Bosse (* 4. Januar 1858 in Wohlfahrt, Livland; † 16. Februar 1919 in Riga)
1892–1894 mit Pastor adj. Georg Rath (* 19. Januar 1865 in Hoffnungsfeld, Gouvernement Cherson)
- 1909–1920 Pastor Heinrich Gottfried Wilhelm Junger (* 13. Februar 1878 in Riga; † 12. September 1963 in Nyköping, Schweden)
- 1920–1932 Pastor Richard Königsfeld
- 1933–1935 Pastor Johann Göhring (* 7. Juni 1876 in Alexanderhof/Alexanderhilf, Gouvernement Jekaterinoslaw, Kirchspiel Prischib; † nach 1935 in Karelien)[4]

## Neugründung 1990
Mit den Reformen unter Michail Sergejewitsch Gorbatschow wurde es wieder möglich, eine evangelisch-lutherische Gemeinde in Kiew zu gründen. Dazu fanden sich 1990 einige der wenigen überlebenden Gemeindeglieder, die noch in Kiew lebten und vor 1938 noch in der alten Gemeinde konfirmiert worden waren, zusammen. Die rechtliche Grundlage schuf dann das Gesetz der Ukrainischen Sowjetrepublik über die Gewissensfreiheit und religiöse Organisationen vom 23. April 1993.
Von Anfang an bemühte sich die Gemeinde um Rückgabe der historischen Kirche. Ab 1991 konnten in einem fensterlosen Raum des alten Kirchengebäudes, der bis dahin für die Sonderausstellungen des Museums für Volksarchitektur und Brauchtum der Ukraine genutzt wurde, die ersten Gottesdienste stattfinden. Ein langer Prozess voll bürokratischer und tatsächlicher Schwierigkeiten machte die Rückgabe der Kirche aber erst zum 29. November 1998 – dem 1. Advent – möglich. 
Seit 1992 hat die Gemeinde wieder hauptamtliche Pfarrer, die von der EKD entsandt werden. 1996 veranstaltete sie zum 450. Jahrestag des Todes von Martin Luther ein Kolloquium zu Martin Luther und Luthertum – wahrscheinlich das erste zu diesem Thema, das je in einem Nachfolgeterritorium des Russischen Kaiserreichs oder der Sowjetunion stattfand.
Die Gemeinde setzt sich heute aus den Nachkommen von Russlanddeutschen, Angehörigen der deutschsprachigen Botschaften, deutschsprachigen Firmenvertretern in Kiew, aber auch aus Ukrainern und Russen, die wegen ihres Interesses für Kirchenmusik oder an Martin Luther zu der Gemeinde gestoßen sind, zusammen. Der Gottesdienst wird in Deutsch gehalten, Gebete und Predigt ins Russische übersetzt.
2016 verließ die Gemeinde die Deutsche Evangelisch-Lutherische Kirche in der Ukraine auf Grund einer starken Unzufriedenheit mit der Amtsführung von Bischof Maschewski.